# Ocracoke
Ocracoke és una concentració de població designada pel cens del Comtat de Hyde (Carolina del Nord) als Estats Units d'Amèrica.

## Demografia
Segons el cens del 2007 Ocracoke tenia 688 habitants. Segons el cens del 2000 tenia 769 habitants, 370 habitatges i 219 famílies. La densitat de població era de 31,1 habitants per km².
Dels 370 habitatges en un 17,6% hi vivien nens de menys de 18 anys, en un 46,8% hi vivien parelles casades, en un 8,9% dones solteres, i en un 40,8% no eren unitats familiars. En el 30,8% dels habitatges hi vivien persones soles el 8,9% de les quals corresponia a persones de 65 anys o més que vivien soles. El nombre mitjà de persones vivint en cada habitatge era de 2,08 i el nombre mitjà de persones que vivien en cada família era de 2,55.
Per edats la població es repartia de la següent manera: un 13% tenia menys de 18 anys, un 6,1% entre 18 i 24, un 28,3% entre 25 i 44, un 34,6% de 45 a 60 i un 17,9% 65 anys o més.
L'edat mediana era de 46 anys. Per cada 100 dones de 18 o més anys hi havia 89 homes.
La renda mediana per habitatge era de 34.315 $ i la renda mediana per família de 38.750 $. Els homes tenien una renda mediana de 26.667 $ mentre que les dones 25.625 $. La renda per capita de la població era de 18.032 $. Entorn del 7,7% de les famílies i el 9,3% de la població estaven per davall del llindar de pobresa.

## Poblacions properes
El següent diagrama mostra les poblacions més properes.